# Joseph Hackin
Pour les articles homonymes, voir Hackin.
Joseph Hackin, né le 8 novembre 1886 à Boevange-sur-Attert (Luxembourg) et mort le 24 février 1941 en mer lors du torpillage de son bateau près des îles Féroé, est un archéologue français d'origine luxembourgeoise, résistant, compagnon de la Libération.

## Le musée Guimet

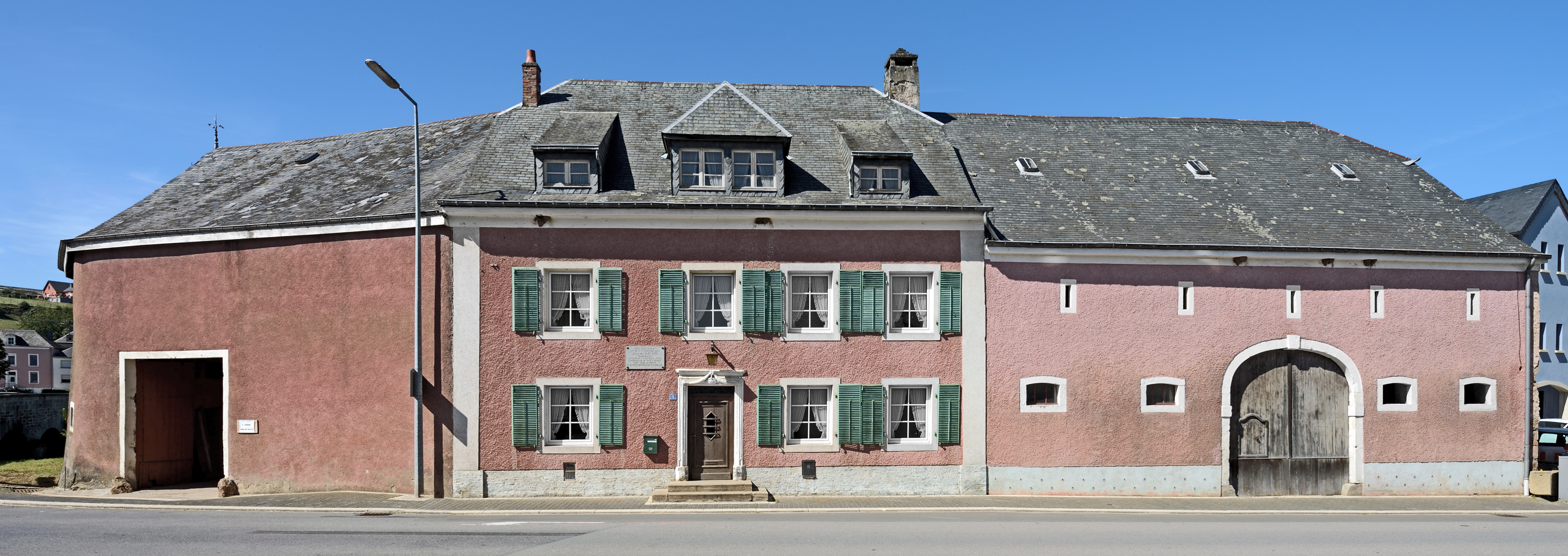
La maison natale de Joseph Hackin à Boevange-sur-Attert au Luxembourg.

Fils d'un cocher, Joseph Hackin effectue ses études en France, dans un collège privé à Dreux, puis à Paris, où il obtient les diplômes de l'École des langues orientales, dont il préside l'Association des anciens élèves(d) de 1938 à sa mort, et de l'École libre des sciences politiques. En 1907, il est secrétaire de l'industriel Émile Guimet, mécène passionné par les civilisations orientales, qui créera à Paris le musée portant toujours son nom.

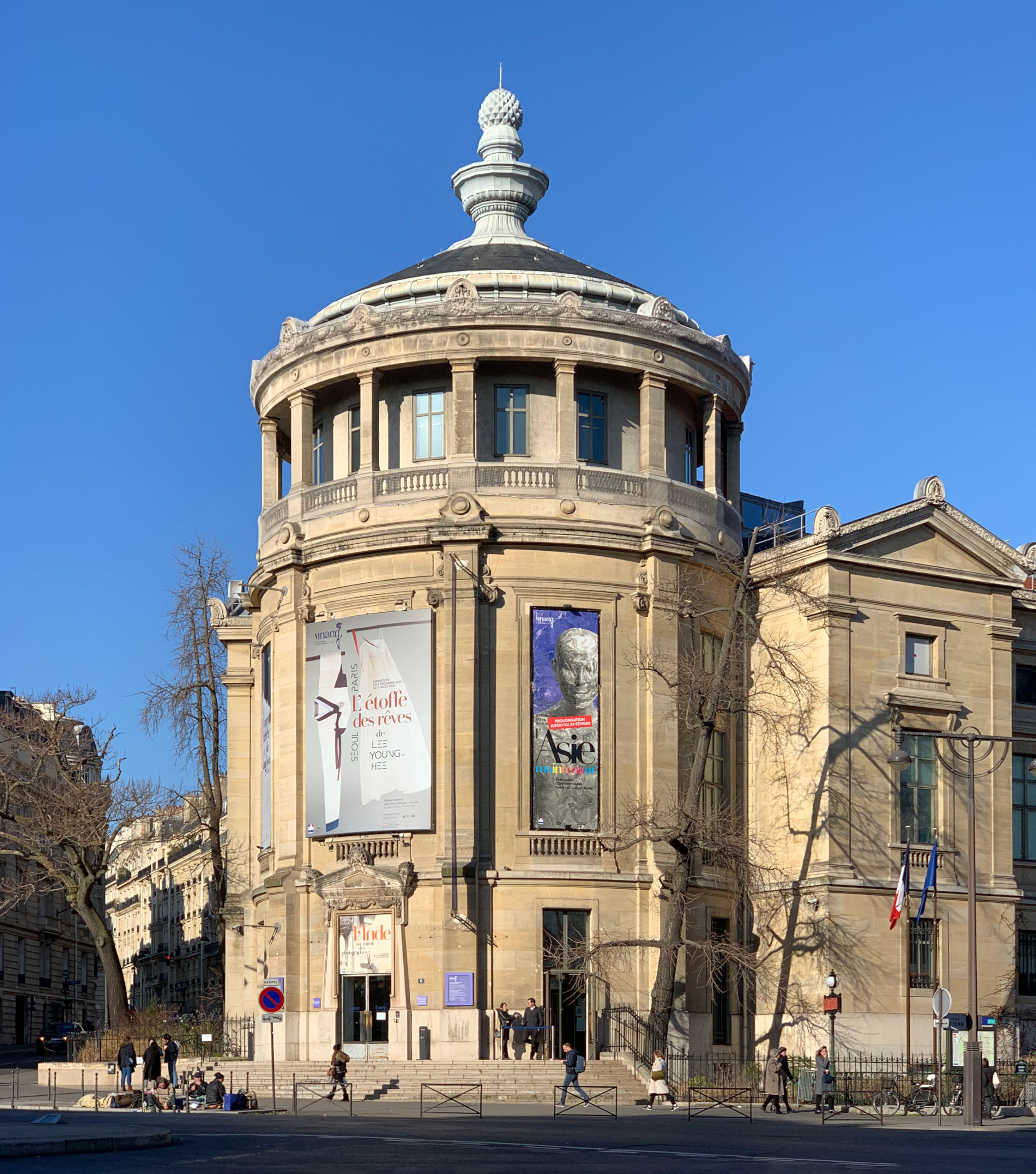
Le musée Guimet aujourd'hui à Paris.

En 1907 également, il s'inscrit à l'École pratique des hautes études, dont il sort diplômé en 1912. Il y apprend le sanskrit et le tibétain.
En 1912, Hackin obtient la nationalité française. L'année suivante, il est nommé conservateur adjoint du musée Guimet.
Mobilisé en 1914 comme simple soldat, blessé à trois reprises, il termine la guerre comme lieutenant, commandant de compagnie. Il a été fait chevalier de la Légion d'honneur (J.O du 1/1/1924), et il est titulaire de la croix de guerre 1914-1918 et d'une décoration roumaine.
Bien que blessé trois fois pendant la guerre, il soutient sa thèse en 1916.
Démobilisé, il reprend ses activités et ses travaux au musée Guimet, dont il devient conservateur en 1923.

## L'archéologue
L'essentiel de la carrière de Joseph Hackin, entre les deux guerres, se partage entre Paris, l'Afghanistan et l'Extrême-Orient.
À Paris, il est secrétaire d'Émile Guimet puis nommé conservateur en 1923. Il est docteur ès-lettres et assure des enseignements à l'École des hautes études et à l'École du Louvre. Parmi ses élèves se trouve Marie Parmentier (connue sous son surnom de Ria), d'origine luxembourgeoise, née en Moselle alors en Alsace-Lorraine allemande, qui devient son épouse et sa collaboratrice. Elle est couramment appelée « Ria » (contraction de Marie/Hackin), y compris dans certaines publications.
En Afghanistan, il effectue, en 1923, une première mission à Bâmiyân au côté d André Godard et de son épouse Yedda. Il épouse Ria en 1928, qui le suit alors dans presque tous ses voyages. Il effectue une deuxième mission en 1929 sur le même site et l'étend jusqu'à Karak ainsi qu'à Begrâm (l'antique Kapissa, qui fut probablement la capitale d'été des rois kouchans). Il est le seul, avant 2002 à avoir réalisé des fouilles dans la falaise aux bouddhas (grotte G). Il repasse sur les lieux avec la croisière jaune en 1931. À son retour en France en 1934, il expose dans les salles du musée Guimet les antiquités issues de ses fouilles. À Begram, Ria Hackin met au jour en 1937, sous sa direction, un exceptionnel trésor (dit de Begrâm) d'incunables de l’ivoirerie indienne, dont une partie est conservée au musée Guimet.

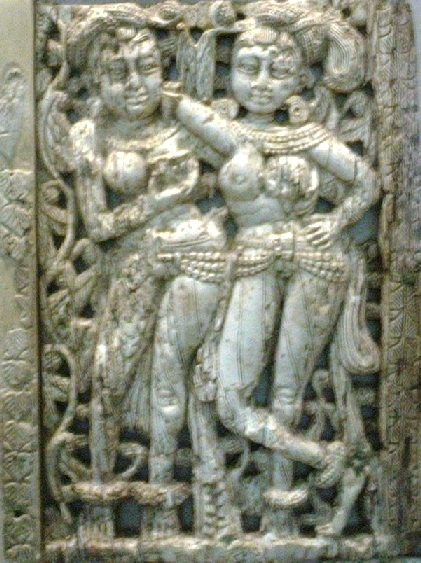
Ivoires du trésor de Begram (musée Guimet).

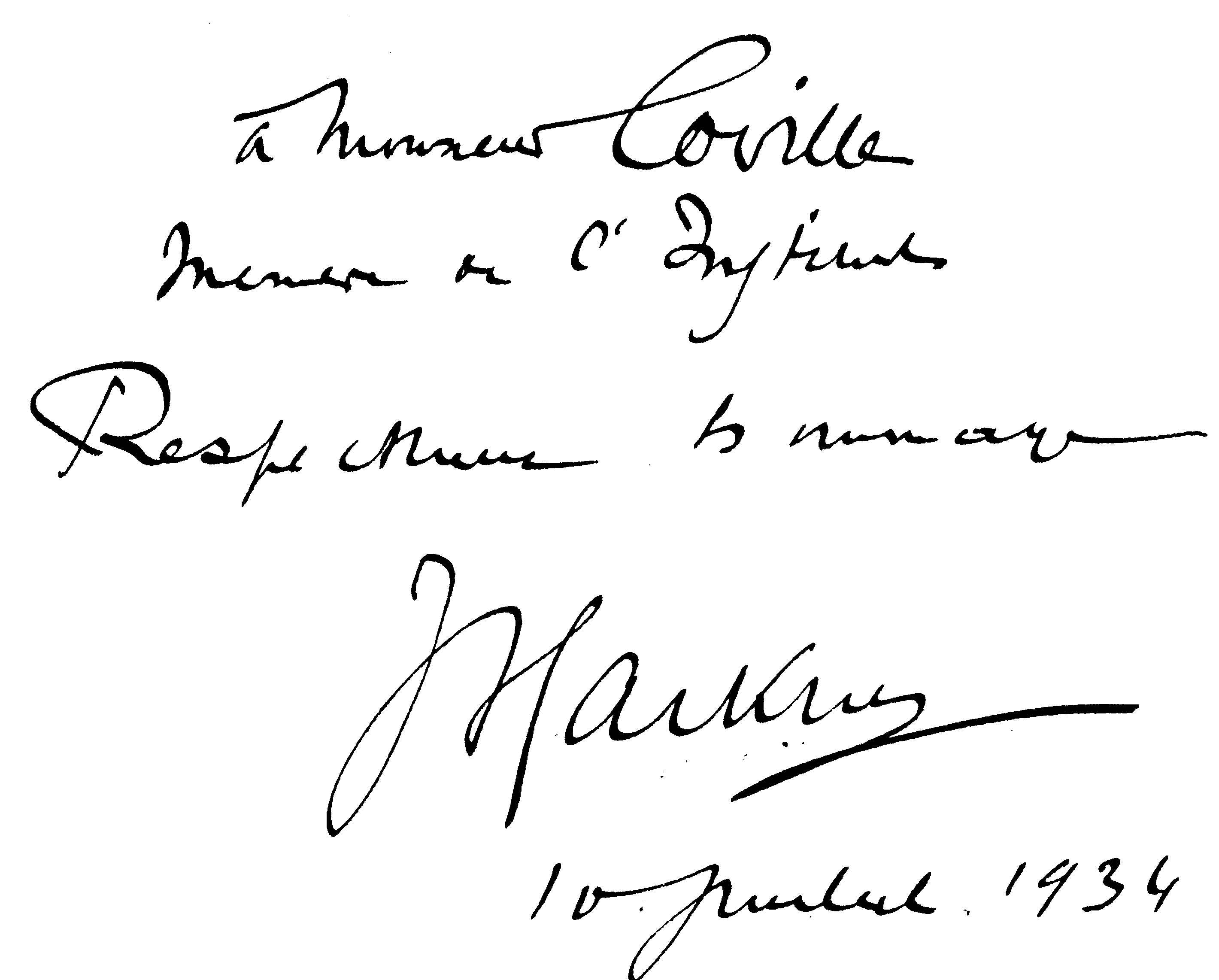
Dédicace à Alfred Coville, signature de Joseph Hackin, 1934.

Joseph Hackin dirige la maison franco-japonaise de Tokyo, de 1930 à 1933 . En 1934, il est nommé directeur de la Délégation archéologique française en Afghanistan (DAFA) ; il a pour adjoint l'architecte Jean Carl, avec lequel il collabore depuis 1928. Hackin entretient les meilleurs rapports avec les hautes autorités afghanes, qui facilitent ses recherches et ses déplacements. Grâce au véhicule tout terrain « Laffly S15 T » qu'il a acquis pour la DAFA, il effectue, parallèlement à ses recherches à Bâmiyân et Begram, de nombreuses reconnaissances archéologiques en Afghanistan.

## La France libre
Mobilisé sur place en 1939, à la légation de France à Kaboul, comme capitaine, puis commandant, il dépend de l'état-major du théâtre d'opérations du Moyen-Orient (Beyrouth). Dès le 6 juillet 1940, il télégraphie son ralliement au général de Gaulle. Arrivé à Londres en octobre 1940, il est chargé de coordonner les relations entre divers comités de la France libre de par le monde. De son côté, son épouse Marie Hackin rejoint le Corps des Volontaires françaises de la France libre, avec le grade de sous-lieutenant.
En février 1941, le général de Gaulle nomme Joseph Hackin délégué de la France libre en Inde (et dans les régions environnantes). Hackin et sa femme s'embarquent sur le cargo Jonathan Holt, qui est torpillé le 24 février 1941 près des îles Féroé. Tous deux périssent dans ce naufrage. En apprenant la nouvelle, son adjoint l'architecte également d'origine luxembourgeoise Jean Carl, qui leur est profondément attaché et les a suivis à Londres, se suicide.
Joseph et Marie Hackin ont été nommés compagnons de la Libération à titre posthume par le général de Gaulle (décret du 13 mai 1941).
Le nom de Marie et Joseph Hackin a été donné à une rue du quartier Kirchberg, à Luxembourg et à une rue du 16e arrondissement de Paris.

## Décorations principales
- Croix de guerre 1914-1918 (1 étoile de bronze, 1 citation)
- Médaille commémorative de la guerre 1914-1918
- Médaille interalliée de la Victoire
- Officier de la Légion d'honneur (1930)
- Compagnon de la Libération à titre posthume par décret du 13 mai 1941[8]
- Médaille commémorative française des opérations du Moyen-Orient*
- Commandeur de l'ordre de la Couronne de chêne (Luxembourg)
- Officier de l'ordre du Soleil levant (Japon)
- Ordre du Trésor sacré de 3eme classe (Japon)
- Croix commémorative de Roumanie